# اوکروبورنپروم
اوکروبورنپروم (اوکراینی: Укроборонпром) شرکت دولتی صنایع جنگ‌افزاری اوکراینی است، که در سال ۲۰۱۰ توسط دولت اوکراین تأسیس شد. این شرکت در زمینه تولید، توسعه، فروش، تعمیرات و نگهداری انواع مهمات، سلاح گرم، تجهیزات توپخانه، مواد منفجره، خودروی رزمی، کشتی جنگی، موشک، تجهیزات الکترواپتیک و دفاع ش‌م‌پ‌ه فعالیت می‌کند.